# Funk
Il funk o funky è un genere musicale nato negli Stati Uniti a metà degli anni sessanta da musicisti afroamericani.
Si tratta di uno stile ritmato e ballabile che prende spunto dai generi soul, jazz e rhythm and blues. Questo genere riduce l'importanza della melodia e della progressione di accordi presenti nei generi vicini in favore di un marcato groove scandito dai ritmi del basso elettrico e la batteria.
Come in gran parte della musica afroamericana, anche nel funk si ritrovano marcati e incalzanti incastri ritmici suonati dai vari strumenti. Il funk usa gli stessi accordi estesi utilizzati nel bebop jazz, come accordi minori con l'aggiunta degli intervalli di settima e undicesima o accordi dominanti con l'aggiunta dell'intervallo di nona alterato.

## Etimologia

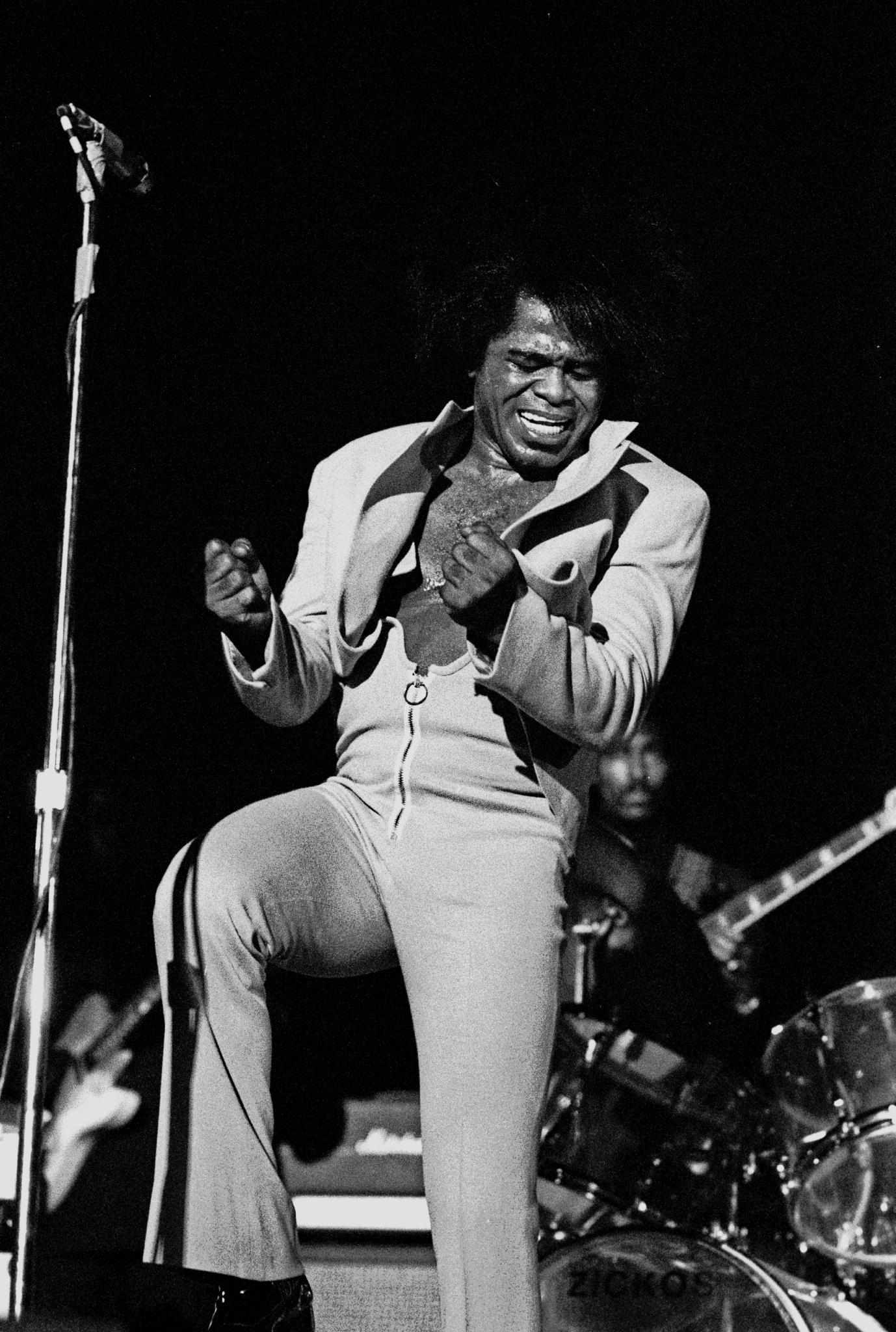
James Brown nel 1973

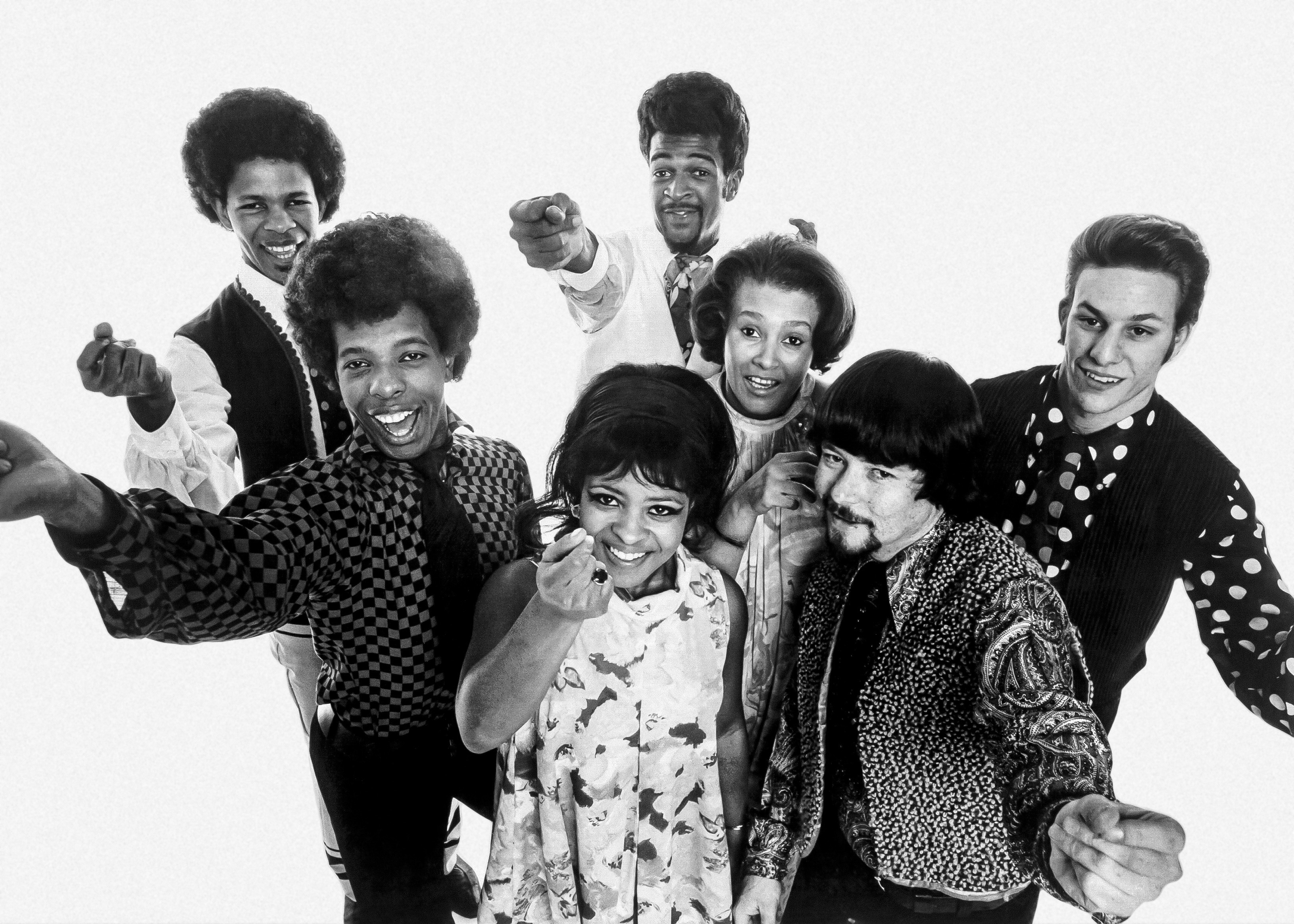
Gli Sly and the Family Stone nel 1968

Il significato del vocabolo funk (e il suo aggettivo funky) nello slang degli afroamericani indica generalmente "puzza" cioè un cattivo odore, come l'odore sprigionato dal corpo in stato di eccitazione, quindi per estensione poteva significare "sexy", "sporco", "attraente" ma anche "bizzarro", "autentico", cioè originale e libero da inibizioni. L'origine del termine deriva dal latino "fumigare" (che significa "fumare") tramite il francese antico "fungiere" e, in questo senso, si ritrova per la prima volta nella lingua inglese in un documento del 1620. In un documento del 1784 si ritrova per la prima volta il termine "funky" con il significato di "ammuffito" , che, a sua volta, acquisì il senso di "terreno" come verrà poi inteso intorno al 1900 nel primo gergo jazz per qualcosa di "profondamente o fortemente sentito". L'etnomusicologo Portia Maultsby afferma che l'espressione "funk" deriva dalla parola centroafricana "lu-funki" e lo storico dell'arte Robert Farris Thompson afferma che la parola deriva dal termine Kikongo "lu-fuki"; in entrambe le origini proposte, il termine si riferisce all'odore corporeo. La parola di origine Kikongo proposta da Thompson, "lu-fuki" è usata dai musicisti africani per elogiare le persone "per l'integrità della loro arte" e per aver "lavorato" per raggiungere i loro obiettivi. Anche se nella cultura bianca il termine "funk" può avere connotazioni negative di odore o di cattivo umore ("in a funk"), nelle comunità africane, il termine "funk", pur essendo ancora legato all'odore corporeo, rimandava ad una sensazione positiva richiamando l'onesto e laborioso sudore di un musicista e lo "sforzo fisico" derivasse una performance "sublime" e "superlativa".
Nelle prime jam session, i musicisti si incicitavano l'un l'altro a "darci dentro" dicendosi : "get down" ed ancora "Now, put some stank on it!". Almeno già nel 1907, le canzoni jazz portavano titoli come Funky. Il primo esempio è un numero non registrato di Buddy Bolden, ricordato come Funky Butt o Buddy Bolden's Blues con testi improvvisati che erano, secondo Donald M. Marquis, "comici e leggeri" o "crudi e decisamente osceni" ma, in un modo o nell'altro, riferendosi all'atmosfera sudata delle balere in cui suonava la band di Bolden. Durante gli anni trenta il termine indicava quella che Paul DuNoyer definisce una musica dirty e lowdown mentre, nel corso della seconda metà degli anni cinquanta, alludeva a un tipo di musica jazz rude e libera da sofisticazioni, con riff ripetitivi e con un ritmo incalzante, caratterizzata da uno stato d'animo profondamente malinconico oltre che essere utilizzato come sinonimo di hard bop (un genere che verrà anch'esso ispirato dal genere funk, come confermano le composizioni di Horace Silver, Blue Mitchell e Lee Morgan). All'epoca, i termini "funk" e "funky" erano ancora considerati socialmente indelicati ed inappropriati. Secondo una fonte, il batterista Earl Palmer, nato a New Orleans, "è stato il primo a usare la parola 'funky' per spiegare ad altri musicisti che la loro musica dovrebbe essere resa più sincopata e ballabile". In seguito lo stile evolse in un ritmo duro e insistente, che implicava qualità più carnali. Questa prima forma musicale fornì il modello per i musicisti successivi. La musica funk fu quindi identificata come sexy, sciolta, orientata al riff e ballabile.
Il significato del termine "funk" continua ad influenzare la musica nera. Una recente ricerca sulla cultura dei neri statunitensi ha preso il termine "funk" nelle sue numerose applicazioni. In particolare, Funk the Erotic: Transaesthetics and Black Sexual Cultures di L.H. Stallings esplora i molteplici significati del termine "funk" come un modo per teorizzare la sessualità, la cultura e l'egemonia occidentale all'interno dei molti luoghi del "funk": "feste di strada, teatro/dramma , spogliarelliste e strip club, pornografia e narrativa autopubblica".

## Storia

### Origini
Le caratteristiche distintive dell'espressione musicale afroamericana sono radicate nelle tradizioni musicali dell'Africa subsahariana e trovano la loro prima espressione negli spiritual, nei canti e canzoni di lavoro, nelle grida di lode, nel gospel, nel blues e "ritmi del corpo" ( hambone,padding juba, e battito di mani). La musica funk è un amalgama di musica soul, soul jazz, R&B e ritmi afro-cubani assorbiti e ricostituiti a New Orleans.

### Anni sessanta e settanta
Il genere funk nacque però soltanto negli anni sessanta da una schiera di artisti afroamericani che si erano cimentati nel genere soul. Sebbene svariate tracce scritte negli anni sessanta da artisti come Wilson Pickett (In the Midnight Hour) e Aretha Franklin (Respect, Chain of Fools ), abbiano un'evidente componente funk, quello che è considerato all'unanimità l'inventore del genere è James Brown. Ispirato al suo sassofonista Maceo Parker, Brown iniziò a contaminare il suo soul con il funk a partire dal 1964, anno in cui pubblicò Out of Sight. Il primo vero e proprio atto di nascita del genere è però considerato Papa's Got a Brand New Bag del 1965, a cui seguirono altri singoli di successo. L'artista iniziò ad adottare il termine "funk" per definire la sua musica soltanto nel 1967. Benché controverso, Brown consoliderà la sua fama scrivendo alcuni dei brani più influenti del genere, tra cui Funky Drummer del 1970, la traccia più campionata in assoluto a cavallo tra gli anni ottanta e novanta.
Nei primi anni sessanta molti artisti scritturati dalle etichette Stax e Motown fondevano il soul con alcuni elementi del nascente genere funk. Tra questi vale la pena citare i Temptations, partiti come gruppo vocale dal sound edulcorato e approdato negli anni successivi a uno stile più cupo che lambisce il rock e la psichedelia, gli Isley Brothers, Sly & the Family Stone, che fanno coesistere funk, soul, rock psichedelico, pop e testi sociopolitici, e Isaac Hayes, autore di una celebre cover di Walk on By, originariamente scritta da Burt Bacharach per Dionne Warwick, e della colonna sonora del film Shaft. Tra gli altri artisti che all'epoca si cimentarono più sporadicamente allo stile si possono segnalare Eddie Floyd (Knock on Wood), Bob & Earl (Harlem Shuffle), Dr. John e Meters, rinomati per le loro composizioni strumentali.
Nel frattempo, il termine fece la sua comparsa ufficiale in ambito rock in un brano del 1967 di Dyke & The Blazers: Funky Broadway.
George Clinton è generalmente considerato il principale innovatore del funk. Con i suoi gruppi Parliament e Funkadelic (che erano in realtà composti dagli stessi musicisti) incominciò ad esibirsi negli anni settanta autodefinendosi sacerdoti della religione "della giungla e della strada" nata per liberare gli umani dalle forze negative di un mondo senza funk, inventando il genere P-Funk, che ha assunto il significato di "Parliament - Funkadelic" (oppure a "Plainfield", luogo in cui nacque il complesso), Artisti legati a George Clinton sono il bassista Bootsy Collins, anche attivo nei J.B.'s di James Brown e nei Parliament-Funkadelic, e Roger Troutman con i suoi Zapp & Roger, conosciuti per aver usato in modo consistente la "talk box", un modificatore di voce prima utilizzato solo in collegamento a delle chitarre da gruppi rock, di lì in poi invece collegandolo da un lato a un sintetizzatore e dall'altro alla bocca.
Negli anni settanta il genere venne portato a definizione: linee di basso incalzanti e ripetitive (esemplari quelle del bassista di Sly Stone, Larry Graham, creatore della tecnica slap); riff di chitarra elettrica taglienti e sincopati, nutrite sezioni fiati e ballabilità dei brani, con largo spazio ai brani strumentali e agli assoli. Nello stesso periodo il funk si mescolò con la disco music con gruppi come Earth, Wind & Fire, Kool & The Gang, Jackson Five, Brand New Heavies e Ohio Players e al jazz (la cosiddetta fusion o jazz funk), che caratterizza diversi lavori di Miles Davis, Herbie Hancock, George Duke, George Benson, Stanley Clarke. Negli anni settanta, lo stile ispirò alcune di quelle che sono considerate le pubblicazioni migliori di artisti soul come Stevie Wonder e Curtis Mayfield, ovvero Innervisions (1973) e Super Fly (1972).

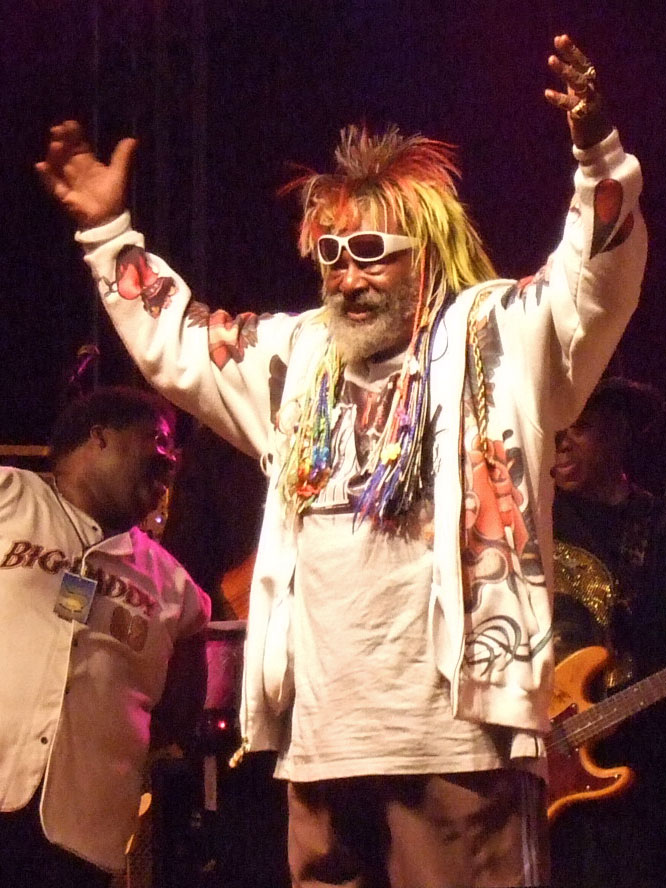
George Clinton nel 2007

Come altri stili di espressione musicale afroamericana, la musica funk ha accompagnato molti movimenti di protesta durante e dopo il movimento per i diritti civili.
Nel 1976, con il brano Funky Bump e con altre tracce contenute nell'album 1st Round (Atlantic Records), Pino Presti fu tra i primi e più importanti realizzatori in Italia di questo genere, assieme a Patty Pravo, la quale inserì un brano funky (Il dottor funky) all'interno dell'album omonimo (poi soprannominato Biafra).

### Decenni seguenti
Dopo gli anni ottanta il funk si è mescolato con altri generi e ha ispirato i musicisti più disparati (a titolo di esempio si paragoni Atomic Dog di George Clinton (1982) e What's My Name di Snoop Dogg, e si considerino le influenze musicali di Earth, Wind & Fire su alcuni lavori di Elio e le Storie Tese; l'album Hot Space dei Queen riflette l'influenza funky sul gruppo). Il P-Funk è alla base della nascita del West Coast Rap, artisti come gli N.W.A., DJ Quik, Too $hort e tutti i padri del Gangsta rap si sono infatti ispirati alle sonorità soprattutto di George Clinton e Roger Troutman.
Le influenze funky della musica soul e della musica disco nel jazz hanno portato alla genesi dell'acid jazz, gruppi come Jamiroquai, James Taylor Quartet o Incognito mostrano chiari influssi funk.
In ultimo, il funk unito alle prime sperimentazioni elettroniche degli anni settanta e alla disco music ha contribuito a dar vita al genere house dalle mani di producer come Frankie Knuckles, Larry Levan e altri, genere, diventato il più ballato negli ultimi 30 anni e che ha a sua volta rivoluzionato il mondo della musica, dando il via a molti altri generi oggi classificati sotto il nome electronic dance music (EDM).
Si potrebbe affermare che il funk è nato come aggettivo per definire alcune caratteristiche musicali esistenti, si è evoluto a genere autonomo negli anni settanta e oggi è sostanzialmente tornato alla sua funzione di aggettivo, per caratterizzare alcune specificità di generi di electronic dance music come l'acid jazz, l'hip hop o il funk rock (solo in alcune serate) oppure semplicemente nei nomi di alcuni gruppi musicali (ad esempio Planet Funk).